# زاميا لوكوانتية
زاميا لوكوانتية (الاسم العلمي:Zamia lecointei) هي نوع من النباتات تتبع جنس الزاميا من الفصيلة الزامية.